# 克里特侏儒河馬
克里特侏儒河馬（Hippopotamus creutzburgi）是已滅絕的河馬，生存於更新世的克里特。
克里特侏儒河馬下有兩個亞種，即H. c. creutzburgi及H. c. parvus。後者是最為細小的，但較塞浦路斯侏儒河馬為大。克里特侏儒河馬的骨頭是於1920年代在克里特東部發現。